# Self Control (singolo Laura Branigan)
Self Control è originariamente un singolo del cantante italiano Raf, che la  cantante statunitense Laura Branigan incise come cover in contemporanea nel 1984 come estratto dall'album Self Control, ottenendo un successo mondiale .

## Descrizione
Nel 1984 Laura Branigan pubblica una cover del brano Self Control del cantante Raf, contemporaneamente all'originale, ottenendo un grande successo sia in Europa sia negli Stati Uniti, dove il disco si posiziona al quarto posto della US Billboard Hot 100 Chart e al secondo di quella dance. Il singolo raggiunge la prima posizione anche in Canada, Austria, Sudafrica e Svizzera, dove diviene il singolo più venduto del 1984 entrando al quinto posto nella classifica britannica.

## Video musicale
Il video musicale è stato diretto dal regista William Friedkin.

## Tracce (parziale)
1. Self Control – 4:08
2. Silent Partners – 3:58

Durata totale: 8:06

## Altri usi
- Il brano Self Control nella versione della Branigan, è presente nel videogioco Grand Theft Auto: Vice City ed è stato scelto come canzone del trailer ufficiale per il 10º anniversario del videogioco stesso.[9]